# Burg Ostrovica
Die Burg Ostrovica [Ostrowitza] ist eine mittelalterliche Burg oberhalb des gleichnamigen Dorfes nahe dem Ort Kulen Vakuf in der Gemeinde Bihać, westliches Bosnien und Herzegowina. Von der ehemaligen umfangreichen befestigten Burganlage sind heute nur noch Ruinen erhalten.

## Lage
Von Wäldern umgeben, befindet sich die Burg auf einem Bergkamm oberhalb des Flusses Una unweit von Kulen Vakuf, wo der Fluss seicht ist und eine Brücke besteht. Die günstige strategische Lage ermöglichte den Besitzern der Burg seit mehreren Jahrhunderten die Kontrolle über die Handels- und Militärwege, die durch das Flusstal führten.

## Geschichte
Die erste Erwähnung der Burg erfolgte im 15. Jahrhundert, und zwar als Fortifikation des kroatischen Adelsgeschlechts Kurjaković, bekannt als Fürsten von Krbava, aus dessen Ivan Karlović (Latein: Iohannes Torquatus), der spätere Ban (Vizekönig) von Kroatien, hervorging. Gegen Ende des 15. Jahrhunderts war die Burg im Besitz des Adeligen Juraj Mikulčić, der 1495 ums Leben kam. Die Besitzer der Burg waren damals auch die Mitglieder des Adelsgeschlechts Frankopan, sowie Ivan Keglević.
Während der ständigen kroatisch-osmanischen Kriege in der zweiten Hälfte des 15. sowie Anfang des 16. Jahrhunderts (besonders nach dem Fall des Königreichs Bosnien 1463 unter osmanische Herrschaft) stieg der Druck der osmanischen Eroberer auf die Burg immer mehr. Schließlich fiel Ostrovica im Dezember 1523 und wurde Teil des Paschaluks Bosnien bis zu dessen Besetzung durch Österreich-Ungarn im Jahr 1878.
Unter osmanischer Herrschaft wurde die Burg eine wichtige Grenzhochburg im Nordwesten Bosniens. Sie wurde erweitert und befestigt, und zunächst durch einen „Dizdar“ bzw. Kastellan (im 16. und 17. Jahrhundert), danach (ab Ende des 17. Jahrhunderts) sogar durch einen „Kapitän“ bzw. Hauptmann kommandiert. Ihre schlussendliche Gestalt erhielt die Burg Anfang des 18. Jahrhunderts. Sie ist 117 Meter lang und 83 Meter breit.
Seit 1878 war Ostrovica in habsburgischen Händen, bis es 1918 Teil des Königreichs der Serben, Kroaten und Slowenen (später Jugoslawien) wurde. Heute gehört die Ruine zum Nationalpark Una in Bosnien und Herzegowina.